# 소피안 한니
소피안 한니(아랍어: سفيان هاني, 프랑스어: Sofiane Hanni, 1990년 12월 29일 ~ )는 카타르의 알코르에서 공격형 미드필더로 활약하고 있는 알제리의 프로 축구 선수이다. 프랑스에서 태어난 그는 알제리 국가대표팀을 대표한다.
프랑스의 FC 낭트에서 시작한 후, 그는 튀르키예, 벨기에 그리고 러시아에서 전문적으로 경쟁하기 시작했다. 한니는 알제리 국가대표로, 2016년 6월 25세의 나이로 세이셸과의 2017년 아프리카 네이션스컵 예선 전에서 국가대표로 처음 출전했다. 한니는 주로 공격적인 다른 유형의 미드필드 포지션에서 뛰었다.

## 구단 경력

### 낭트
프랑스 이브리쉬르센에서 태어난 한니는 그의 아버지가 처음 합류했을 때 코치를 맡았던 이브리와 2005년 FC 낭트에 합류하기 전 불로뉴빌랑쿠르에서 그의 경력을 시작했다. 그가 18살이 되었을 때, 한니는 FC 낭트와 그의 첫 프로 계약을 맺었다.
오세르와의 2008-09 시즌 마지막 경기에서, 한니는 엘리 보프 감독에 의해 1군에 차출되었고, 교체 선수로 출전했다. 한니는 2009년 12월 1일, 스당과의 리그 경기에서 프로 데뷔 전을 치렀고, 2009-10 시즌에는 그의 유일한 경기에 출전했다.
2010년 6월 11일, 한니는 고향 클럽인 파리 생제르맹과 1년 계약을 체결할 예정이었다. 그러나, 일주일 후, 구단과 선수의 아버지 사이의 의견 차이로 인해 그가 클럽에 합류하지 않을 것이라고 발표되었다. 1-0으로 패한 반 OC와의 경기에서, 2011년 2월 12일에 뒤늦게 교체 투입되어 2010-11 시즌 첫 경기를 치렀다. 한니는 0-0으로 비긴 샤토루와의 경기에서 교체 투입되기 71분 전에 FC 낭트에서 첫 선발 출전을 하였다. 2010-11 시즌 말, 한니는 팀에서 3경기에 출전하였다. 그 후, 한니는 낭트로부터 새로운 계약 제의를 받지 못하였고, 이는 그가 클럽에서 성공할 것으로 예상되어 실패로 경험하면서 실망을 안겨주었다. 그럼에도 불구하고, 그는 낭트에서의 기억에 대해 질문을 받고 "좋아요. 거기서 저는 세상과 프로 세계의 요구를 알게 되었습니다."라고 대답하였다.

## 국가대표팀 경력
프랑스 청소년 대표팀에서 뛰었던 한니는 부상 때문에 경기에 출전할 수 없었다고 밝혔다. 그는 2009년 11월 당시에도 프랑스 국가대표팀으로 뛸 수 있는 자격이 있었지만, 알제리 국가대표팀으로 뛸 의사를 밝혔다. 한니는 프랑스에 비해 경쟁이 부족하다는 이유로 알제리 국가대표팀을 선택한 이유를 설명했다.
2016년 3월 26일, 그는 에티오피아와의 2017년 아프리카 네이션스컵 예선 전에서 알제리 축구 국가대표팀에 소집되었고, 한니는 2016년 6월 2일 세이셸과의 경기에서 알제리 축구 국가대표팀 데뷔 전을 치렀다.
2016년 12월, 한니는 가봉에서 열리는 2017년 아프리카 네이션스컵을 위해 조르주 레이컨스 감독에 의해 국가대표팀에 소집되었다고 발표되었다. 그는 2017년 1월 7일 모리타니와의 경기에서 동점골을 넣으며 알제리의 첫 골을 기록했다. 조별 리그 1차전에 교체로 출전한 후, 2020년 1월 19일 튀니지와의 경기에서 74분에 교체 투입되어 후반에 만회골을 넣으며 대회 첫 골을 기록했다. 하지만 알제리는 B조에서 탈락했다. 대회 이후, 한니는 기니와 토고를 상대로 다음 두 골을 득점했다.